# Zalizți
Zalizți (în ucraineană Залізці) este o așezare de tip urban din raionul Zboriv, regiunea Ternopil, Ucraina. În afara localității principale, mai cuprinde și satul Futorî.

## Demografie
Componența lingvistică a așezării de tip urban Zalizți
     Ucraineană (99,63%)
     Alte limbi (0,37%)
Conform recensământului din 2001, majoritatea populației așezării de tip urban Zalizți era vorbitoare de ucraineană (99,63%), existând în minoritate și vorbitori de alte limbi.